# Джалил, Рахим
Рахим Джалил (Джалилов) — советский таджикский писатель, государственный и политический деятель.

## Биография
Родился в 1909 году в Ходженте в семье ремесленника. Член КПСС с 1943 года.
С 1929 года — на писательской работе.
Лауреат Государственной премии Таджикской ССР имени Рудаки.
Умер в Душанбе 10 октября 1989 года.

## Произведения
- сборник стихов «Волны победы» (1933)
- сборник рассказов «Мечта» (1936)
- «Стихи и рассказы» (1939),
- «Частица повести» (1940).
- «Две встречи» (1943)
- сборник «Рассказы военного времени» (1944)
- сборник «Вторая жизнь» (1949)
- роман «Бессмертные люди» (1949, в рус. пер. «Пулат и Гульру»)
- «Шураб» (книги 1-3, 1959—1967)
- «Девушка из мрамора» (1978)